# ذباب الحجر الشائع
ذباب الحجر الشائع أو فصيلة برليدي (الاسم العلمي: Perlidae)، هي فصيلة حشرات من مطويات الأجنحة، تضم أكثر من 50 جنسًا و1100 نوعًا موصوفًا. توجد أغلب أنواعه في شرق أمريكا الشمالية، لكنها توجد أيضًا في جميع أنحاء العالم باستثناء القارة القطبية الجنوبية وأجزاء من أفريقيا. تتراوح دورات حياتها ما بين سنة وثلاث سنوات. والبالغة منها تخرج في الصيف. وهي حشرات نشطة للغاية ومعروفة بانجذابها إلى مصادر الضوء. عادًة ما تكون حساسة للغاية لتغيرات البيئية.